# Fagatoloa River
Der Fagatoloa River (Mulivaifagatoloa) ist ein Fluss im Distrikt Atua auf der Insel Upolu im Inselstaat Samoa im Pazifik.

## Geographie
Der Fluss entspringt in der zentralen Vulkankette der Insel bei Mount Fealofani. Er beschreibt einen großen Bogen, verläuft zunächst nach Osten und wendet sich dann nach Süden und schließlich nach Südwesten, so dass er bei Salani und Veloa an der Südküste von Upolu mündet. Im Oberlauf bildet er die Sopoaga Falls (an der Mündung der Le Mafa Pass Road in die Main South Coast Road, Si’uniu, ⊙).